# Svetlana Žuchová
Svetlana Žuchová (ur. 24 grudnia 1976 w Bratysławie) – słowacka pisarka i tłumaczka, laureatka  Nagrody Literackiej Unii Europejskiej.

## Życiorys
Žuchová studiowała psychologię na Uniwersytecie Wiedeńskim i medycynę na Uniwersytecie Komeńskiego. Pracuje w klinice psychiatrycznej w Pradze. Jej opowiadania zostały opublikowane w czasopismach takich jak Dotyky, Rak, Romboid, Vlna, OS i tygodniku Slovo. Dwukrotnie została nagrodzona w corocznym konkursie na krótkie opowiadanie Poviedka - w 2001 i 2005 roku a jej prace pojawiły się w antologiach z konkursu. W 2003 roku wydała swoją pierwszą książkę, która zawiera zbiór opowiadań Dulce de leche. Otrzymała za nią nagrodę im. Ivana Krasko. Žuchová tłumaczy również fikcję i literaturę faktu z języka angielskiego i niemieckiego, w tym dzieła Michela Fabera, Sarah Kane i Sophie Kinsella. 
W 2015 roku została laureatką Nagrody Literackiej Unii Europejskiej za powieść Obrazy zo života M.

## Nagrody
- 2001 - Nagroda wydawnictwa LCA za rok 2001
- 2003 - Nagroda Ivana Kraska za debiut Dulce de leche w roku 2003
- 2005 - Nagroda wydawnictwa LCA za rok 2005
- 2015 - Nagroda Literackiej Unii Europejskiej w roku 2015 za Obrazy zo života M.

## Wybrane dzieła
- 2003 – Dulce de leche
- 2006 – Yesim
- 2011 – Zlodeji a svedkovia
- 2013 – Obrazy zo života M.